# Popran-Nationalpark

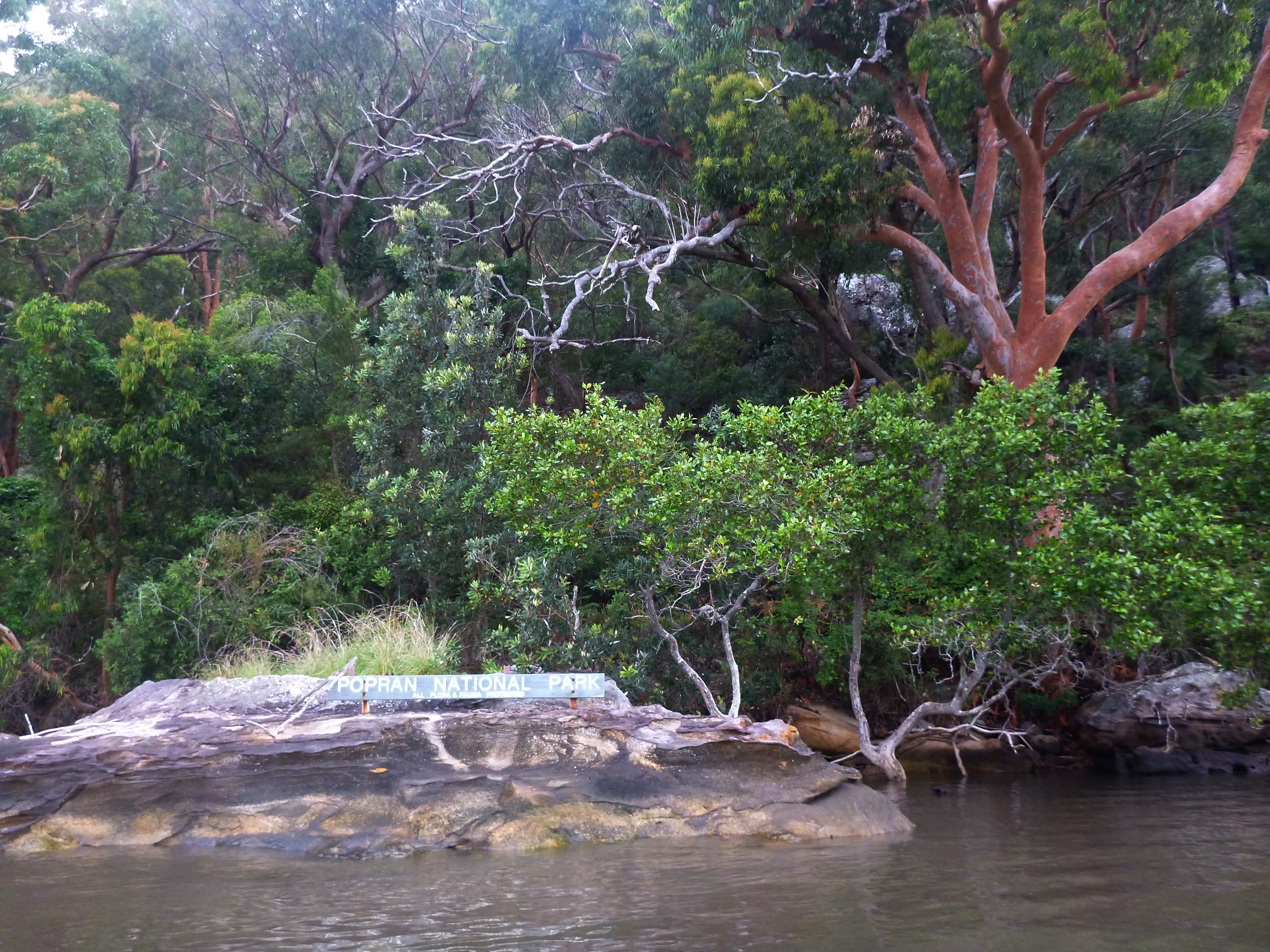
Popran-Nationalpark, Hawkesbury River (2016)

Der Popran-Nationalpark ist ein Nationalpark im Osten des australischen Bundesstaates New South Wales, 56 Kilometer nördlich von Sydney. Der Park liegt nördlich des Unterlaufs des Hawkesbury River und besteht aus fünf nicht zusammenhängenden Gebieten.

## Lage
Der größte Teil liegt zwischen Mangrove Creek und Popran Creek nördlich der Kleinstadt Lower Mangrove. Kleinere Teile liegen im Norden weiter oben am Popran Creek bei Central Mangrove, im Süden am Hawkesbury River, im Westen bei der Kleinstadt Mangrove Creek und im Osten bei Calga am Pacific Highway. Der Dharug-Nationalpark grenzt im Westen an, der Brisbane-Water-Nationalpark im Osten und der Marramarra-Nationalpark im Süden.

## Geologie
Der größte Teil des Parks besteht aus einer Sandstein-Hochebene, in die sich die Bäche, wie der Mangrove Creek, der Popran Creek und der Ironbank Creek eingegraben haben.

## Geschichte
Die Aboriginesstämme der Dharug und Ku-ring-gai lebten seit 11.000 Jahren im Gebiet des heutigen Nationalparks. Noch heute können Reste dieser Kultur an vielen Stellen im Park besichtigt werden.
Seit den ersten Tagen der europäischen Besiedlung bis etwa 1980 wurde Holz im Gebiet des heutigen Parks geschlagen. Es gab auch einige Farmen auf Land, das den entlassenen Häftlingen von der Regierung überlassen wurde. Mitte des 20. Jahrhunderts aber zogen die letzten Siedler fort, da die Kosten des Warentransportes zu den Abnehmern in Sydney immer höher wurden.
Am 30. November 1994 wurde das Gebiet zum Nationalpark erklärt.

## Flora und Fauna
Im Popran-Nationalpark wurden 450 verschiedene Pflanzenarten registriert, die in 19 unterschiedlichen Lebensräumen anzutreffen sind, darunter Mangrovensümpfe an den Wasserläufen, Eukalyptuswald und Gemäßigter Regenwald.
Gefährdete Tierarten im Park sind verschiedene Eulenarten (Powerful Owl, Masked Owl), Schwarzdommel, Riesenbeutelmarder, Pinselschwanzbeutler, verschiedene Gleitbeutlerarten (Yellow-bellied Glider, Squirrel Glider), eine Krötenart (Red-crowned Toadlet) und verschiedene Froscharten (Green Bell Frog, Golden Bell Frog).